# Condica
Condica é um gênero de traça pertencente à família Arctiidae.

## Espécies
- Condica andrena (Smith, 1911)
- Condica begallo (Barnes, 1905)
- Condica egestis (Smith, 1894)
- Condica funeralis (Hill, 1924)
- Condica ignota (Barnes & Benjamin, 1924)
- Condica leucorena (Smith, 1900)
- Condica lunata (Barnes & McDunnough, 1916)
- Condica morsa (Smith, 1907)
- Condica revellata (Barnes & Benjamin, 1924)